# السیا توتینو
السیا توتینو (انگلیسی: Alessia Tuttino؛ زادهٔ ۱۵ مارس ۱۹۸۳) بازیکن فوتبال اهل ایتالیا است.
وی همچنین در تیم ملی فوتبال زنان ایتالیا بازی کرده‌است.